# 안토스
그리스 신화에서, 이름 안토스 (Ἄνθος "꽃")는 다음과 같다.
- 아우토노오오스와 히포다메이아의 아들, 안토스. 그의 형제는 에로디우스, 스코네이우스와 아칸투스이고, 그의 여동생은 아칸티스이다. 한 때 그는 그의 형 에로디우스의 잔디 초원에서 그의 아버지의 말을 멀리 몰았다. 배가 고파지자, 말은 안토스를 공격하고 그를 먹었다. 그의 아버지는 충격 때문에 도와주지 못 했고, 그의 어머니는 그를 구하려고 했지만 약한 신체 때문에 구하지 못 했다. 제우스와 아폴론은 슬퍼하는 가족에 대한 연민으로, 가족들을 새로 바꿔 주었다. 안토스는 말의 울음을 모방하지만, 항상 말의 시야에서 도망치는, "안토스"라는 새로 변했다. 주인을 보호하는 데 실패한 그의 종은 백로로 변했다.[1][2] 조류 속 안토스는 그 이름을 따서 명명된다.

- 어릴 적 실종된, 안테돈의 안토스. 그의 여동생 히페라는 그를 찾아 다녔고, 결국 페라이의 아카스토스 집에 손님으로 들어가게 되는데, 안토스는 그 가정에서 술 따르는 역할을 하고 있었다. 안토스는 그녀의 와인을 제공하기 위해 그의 여동생에게 다가 갔고, 그는 그녀를 알아보고 그녀에게 속삭였다. "안테돈에 살지 않을 거라면, 앙금과 함께 술을 마셔라". 같은 시적 선은 다른 신탁의 예언의 일부가 될 것이라고 했다. 안토스 및 히페리아의 일부 동료는 섬 칼라루리아 (이전에 에이레네 후, 에이레네로 알려져 있었다)에 정착하고 안테도니아와 히페리아를 호출했다고 한다.[3]

## 출전
- 본 문서에는 현재 퍼블릭 도메인에 속한 윌리엄 스미스가 쓴 《그리스와 로마의 전기와 신화 사전》 (1870년)의 내용을 기초로 작성된 내용이 포함되어 있습니다.